# 大型紫外可視近赤外線宇宙望遠鏡
⼤型紫外可視近⾚外線宇宙望遠鏡（おおがたしがいかしきんせきがいせんうちゅうぼうえんきょう、LUVOIR[ˈluːvɑːr] Large Ultraviolet Optical Infrared Surveyor）は、NASA科学技術定義チームの指導のもと、開発を進めている多波長宇宙望遠鏡のコンセプトである。2020年の米国科学アカデミーによる天文・天体物理学10年サーベイに向けて検討されている4つの大型天体物理学宇宙ミッション構想の1つである。
LUVOIRは、汎用観測装置のコンセプトであり、居住可能な惑星を含む広範な太陽系外惑星の特性を明らかにするという重要な科学的目標を持っている。さらに、再電離の時代から、銀河の形成と進化、星や惑星の形成に至るまで、幅広い天体物理学を可能にすることも目標としている。また、太陽系天体の強力な撮像・分光観測も可能となる。LUVOIRは大型戦略科学探査機となり、2020年代の開発開始が検討されている。LUVOIR研究チームでは、直径15.1mの望遠鏡を持つLUVOIR-Aと直径8mの鏡を持つLUVOIR-Bの2種類のLUVOIRを設計している。 LUVOIRは、紫外線、可視光線、近赤外線の波長の光を観測することができるだろう。5年間のLUVOIRミッション構想調査の最終報告書は、2019年8月26日に一般公開された。
2021年11月4日、 2020年の天体物理学の10年間の調査では、惑星上の生命の兆候を探すという科学的目標を掲げた「大口径（〜6m）の赤外線/光学/紫外線（IR/O/UV）宇宙望遠鏡」の開発が推奨された。太陽系の外にあり、広範囲の変形天体物理学を可能にする。このようなミッションは、LUVOIRとHabExの両方のミッションの概念を利用する。

## 背景
2016年、NASAは、将来の大規模戦略科学ミッションのために4つの異なる宇宙望遠鏡の概念の検討を開始した。それらは、居住可能な太陽系外惑星イメージングミッション（HabEx）、⼤型紫外可視近⾚外線宇宙望遠鏡（LUVOIR）、 Lynx X線天文台（lynx）、およびオリジンズ宇宙望遠鏡（OST）である。 2019年、4つのチームは最終報告書を全米科学アカデミーに提出した。全米科学アカデミーの独立した10年間の調査委員会は、どのミッションを最優先すべきかNASAに助言している。資金提供を受けた場合、LUVOIRは2039年頃に大型ロケットを使用して打ち上げられ、太陽-地球ラグランジュ2軌道に配置される。

## ミッション

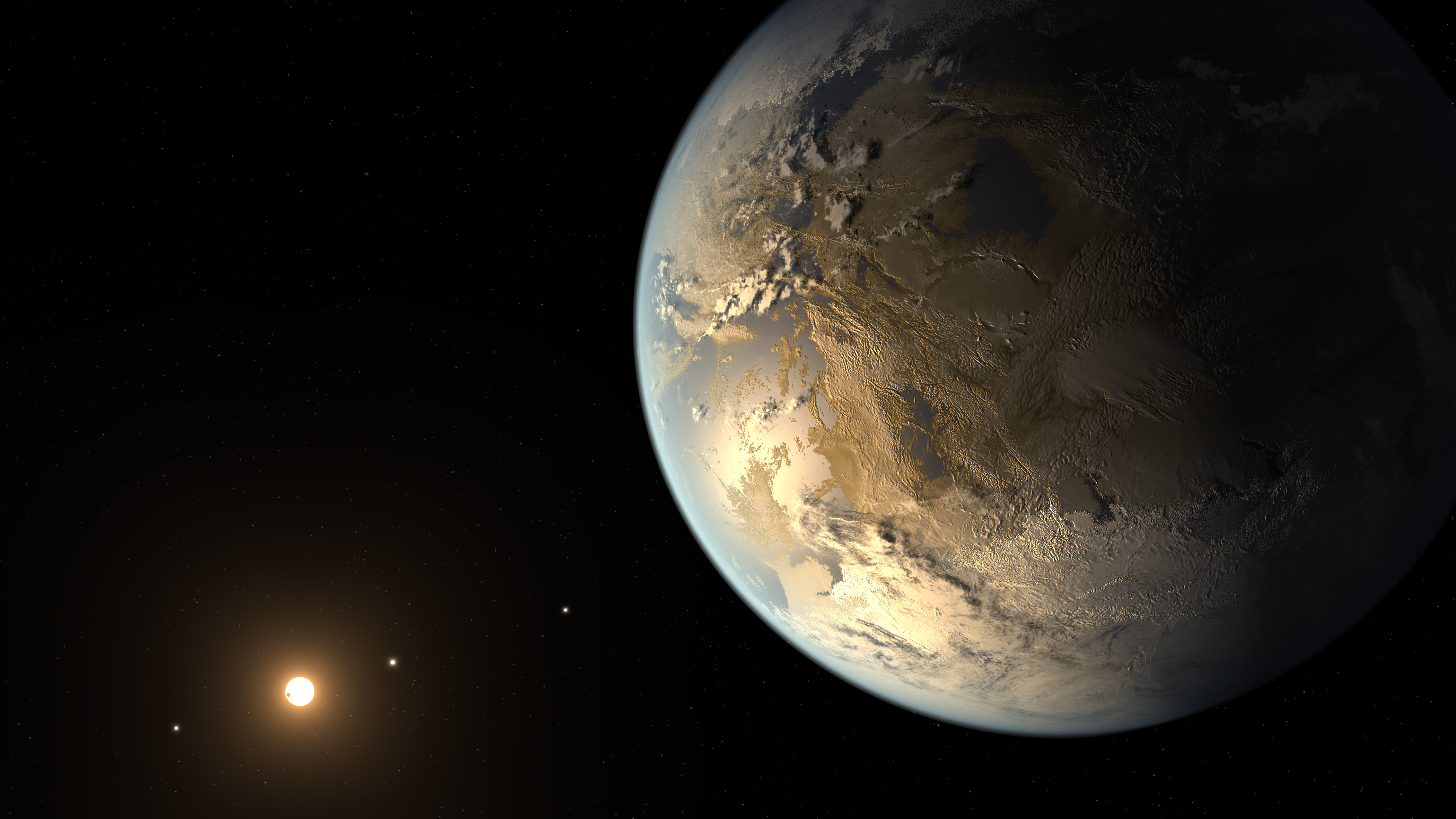
太陽系外惑星の調査はLUVOIRミッションの主要な目標の1つ

LUVOIRの主な目的は、太陽系外惑星、宇宙の起源、そして太陽系を調査することである。 LUVOIRは、太陽系外惑星の大気や表面の構造と組成を分析することができる。また、遠方の太陽系外惑星の大気中に存在する生命体の痕跡を検出することも可能となる。 大気中の生物指標としては、CO2、CO、酸素分子（O2）、オゾン（O3）、水（H2O）、メタン（CH4）などが注目されている。また、LUVOIRの多波長観測能力は、ホスト星の紫外線がハビタブル惑星の大気の光化学をどのように制御しているかを理解する上で重要な情報を提供する。さらにLUVOIRは、太陽系を惑星系の広い文脈の中に位置づけることを目的として、幅広い特性（質量、母星の種類、年齢など）を持つ多数の太陽系外惑星を観測する予定である。LUVOIR-Aは5年間の観測で54個、LUVOIR-Bは28個の太陽系外惑星を発見することが期待される。
天体物理学の調査の範囲には、宇宙と時間の遠方での宇宙構造の調査、銀河の形成と進化、そして恒星と惑星系の誕生が含まれる。
太陽系研究の分野では、LUVOIRは木星において可視光で最大約25kmの撮像分解能を実現し、木星、土星、天王星、海王星の大気ダイナミクスを長い時間スケールで詳細に観測することができる。また、太陽系の彗星、小惑星、月、カイパーベルト天体など、今後探査機が訪れることのない天体を高感度・高解像度で撮像・分光することにより、大昔の太陽系形成の過程に関する重要な情報を得ることができる。さらにLUVOIRは、太陽系外縁部の海洋衛星、特にエウロパやエンケラドゥスからの噴煙を長い時間スケールで研究するという重要な役割を担っている。

## デザイン

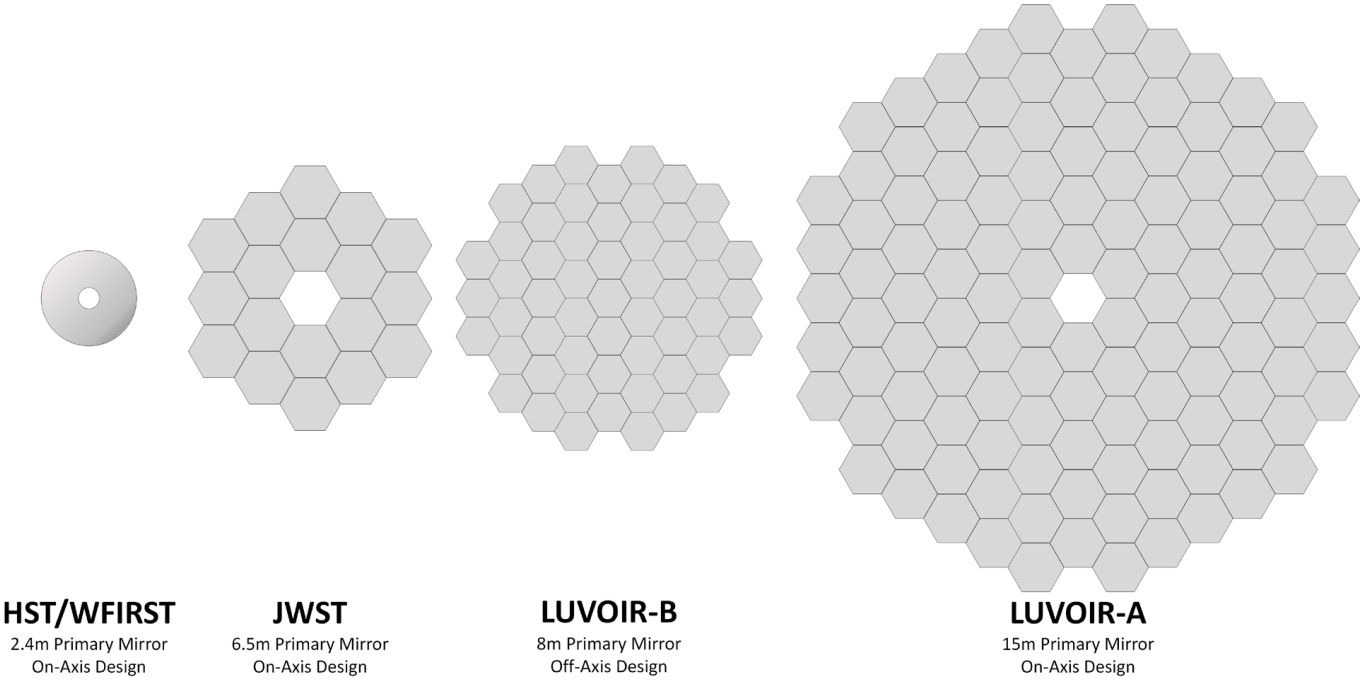
ハッブル宇宙望遠鏡、ジェイムズ・ウェッブ宇宙望遠鏡、LUVOIR-BおよびLUVOIR-Aの主鏡サイズの比較。

LUVOIRには、地球のような太陽系外惑星を直接観測できるように、ECLIPS for Extreme Coronagraph for LIving Planetary Systemsと呼ばれる内部コロナグラフ機器が装備される。外部スターシェードも、小型のLUVOIRデザイン（LUVOIR-B）のオプションである。
研究された他の候補となる科学機器は次のとおり。高解像度イメージャー（HDI）、広視野近紫外線、光学、および近赤外線カメラ。 LUMOS 、LUVOIR紫外線マルチオブジェクトスペクトログラフとPOLLUX、紫外線分光偏光計。 POLLUX（高解像度UV分光偏光計）は、フランスのCNESからのリーダーシップと支援を受けて、ヨーロッパのコンソーシアムによって研究されている。
遠紫外から近赤外までの波長域を観測することが可能である。地球型惑星のコロナグラフ観測に必要な高い波面安定性を実現するために、LUVOIRでは3つの設計指針を取り入れる。1つ目は、観測所全体の振動や機械的な外乱を最小限に抑えることである。2つ目は、望遠鏡とコロナグラフの両方に、アクティブオプティクスによる波面制御を何重にも施すことである。3つ目は、望遠鏡を270K（-3℃、26°F）の温度で加熱し、熱外乱を抑制することである。LUVOIRの技術開発計画は、NASAの天体物理学戦略ミッションコンセプト研究プログラム、ゴダード宇宙飛行センター、マーシャル宇宙飛行センター、ジェット推進研究所、ノースロップ・グラマン航空宇宙システムおよびボール航空宇宙の関連プログラムからの資金援助を受けて実施されている。

### LUVOIR-A
LUVOIR-Aは、以前に高精細宇宙望遠鏡（HDST）として知られる、36から構成されるミラーセグメントと開口部15.1メートル (50 ft)の直径のミラーで、ハッブル宇宙望遠鏡の最大24倍の鮮明な画像を提供する。 LUVOIR-Aは、比較的近くにある数十の地球のような惑星を見つけて研究するのに十分な大きさである。星や惑星に崩壊する途中の小さな銀河の核やガス雲などの物体の分解能がある。HDSTの最初の研究は、2015年7月6日に全米天文学大学連合 HDSTの事例は、NASAと全米科学財団に代わってハッブル宇宙望遠鏡や他の天文台を運営しているAURAから委託された天文学の未来について、「宇宙の誕生から生きている地球へ」というタイトルのレポートで作成された。元のHDST提案アイデアには、内部コロナグラフ、中央の星からの光を遮断して薄暗い惑星をより見やすくするディスク、および同じ機能を実行するためにその前に数キロ浮かぶスターシェードが含まれていた。LUVOIR-Aは折りたためるので、8メートル幅のペイロードフェアリングのみが必要である。初期費用の見積もりは約100億ドルであり、生涯費用の見積もりは180億ドルから240億ドルである。

### LUVOIR-B
LUVOIR-Bは、ハッブル宇宙望遠鏡（HST）とジェームズ・ウェッブ宇宙望遠鏡（JWST）の科学運用センターである宇宙望遠鏡科学研究所が当初開発した8m級望遠鏡で、以前は先進技術大口径宇宙望遠鏡（ATLAST）として知られていた。 LUVOIR-Aより小型でありながら、JWSTの5〜10倍の角度分解能と、HSTの最大2,000倍の感度限界を実現するよう設計されている。LUVOIR研究チームは、HSTと同様に、無人宇宙船、またはオリオンやスターシップを介して宇宙飛行士が望遠鏡の整備を行えるようになると予想している。カメラなどの機器は交換され、部品の分析や将来のアップグレードのために地球に戻される可能性がある。
当初のミッションコンセプトである "ATLAST "は、HSTの後継機決定に時間がかかったことにちなんだダジャレであった。ATLAST には、8メートル（26フィート）の一体型鏡、16.8メートル（55フィート）の分割型鏡、9.2メートル（30フィート）の分割型鏡の3種類の構造案があった。現在のLUVOIR-Bは、JWSTの設計を継承し、6.5mの分割主鏡を持つJWSTを少しずつ大きくしたような構造である。太陽電池で動作し、内部のコロナグラフや外部のオキュラスを使用して、140光年（43pc）までの距離にある長寿命の星のハビタブルゾーンにある地球サイズの太陽系外惑星の大気や表面、自転速度、気候、居住性などの特性を明らかにすることができる。また、地表の特徴、雲や気候の変化、地表の植生の季節変化などの情報を得ることができる。LUVOIR-Bは、業界標準の直径5メートル（16フィート）の打ち上げフェアリングを備えた重量級ロケットで打ち上げられるよう設計されている。生涯コストは120億ドルから180億ドルと見積もられている。